# Fernand Nozière
Fernand Nozière, pseudonimo di Fernand Aaron Weyl (Parigi, 15 gennaio 1874 – Pau, 25 marzo 1931), è stato un commediografo e giornalista francese.

## Biografia
Dopo aver lavorato come critico teatrale con alcuni giornali, tra i quali Le temps e aver scritto per il Grand Guignol, nel 1904, l'atto unico M.lle Adolphine commère, Fernand Nozière iniziò a dedicarsi a tempo pieno alla drammaturgia.
Complessivamente, nell'arco della sua carriera, Fernand Nozière scrisse una settantina di opere, tra quelle originali e gli adattamenti e traduzioni, vicine al teatro boulevardier, ma impreziosite da uno spirito di letterato e di psicologo.
Dal 1907 al 1931 scrisse, da solo o in collaborazione, una dozzina di pezzi teatrali originali: Le Baptême (1907), L'Après-midi byzantine (1908), Avant les courses (1908), Les Sabots de Vénus (1908), Les Deux Visages (1909), Les Oiseaux (1911), La Saignée (1913), La Prière dans la nuit (1915), Imroulcaïs (1919), Manon (1924), Hélène (1926), Cette vieille canaille (1931), la sua opera di maggiore successo, che Ruggero Ruggeri, da grande interprete, inserì nel proprio repertorio dal 1932 con il titolo Quella vecchia canaglia; la commedia è incentrata sulla descrizione di un uomo brillante, ricco, anziano e innamorato, che per riconquistare la volubile amante, aiuta un giovane artista nella sua avventura con la stessa donna, avventura che senza l'aiuto del protagonista l'avrebbe umiliato e danneggiato.
Adattò per il teatro la Sonata a Kreutzer di Lev Tolstoj, rappresentata per la prima volta ad Anversa, nel 1908.
Un buon successo ottenne La comédie du bonheur (1926), tratta dall'opera Ciò che più importa (Samoe Glavnoe) di Nikolaj Evreinov, così come la sua trasposizione cinematografica Ecco la felicità!, nel 1940, diretta da Marcel L'Herbier.
Fernand Nozière era sposato con Madeleine Kan-Vernon, nota per la sua traduzione in francese di Rudyard Kipling.

## Opere

### Teatro
- Le Baptême, scritta con Alfred Savoir, regia di Lugné-Poe (1907);
- L'Après-midi byzantine (1908);
- Avant les courses (1908);
- Les Sabots de Vénus (1908);
- Les Deux Visages (1909);
- Les Oiseaux, tratta da Aristofane (1911);
- La Saignée, scritta con Lucien Descaves (1913);
- La Prière dans la nuit (1915);
- Imroulcaïs, scritta con Edmond Doutté (1919);
- Le Tour du Cadran (1919);
- Les Quatres Coins (1920);
- Manon (1924);
- Hélène (1926);
- Cette vieille canaille (1931).